# Pseudodicrania aeneobrunnea
Pseudodicrania aeneobrunnea is een keversoort uit de familie bladsprietkevers (Scarabaeidae). De wetenschappelijke naam van de soort is voor het eerst geldig gepubliceerd in 1861 door Philippi.